# Crash Landing on You
Crash Landing on You (hangul: 사랑의 불시착; RR: Sarangui Bulsichak) är en sydkoreansk TV-serie som sändes på SBS från 14 december 2019 till 16 februari 2020. Hyun Bin, Son Ye-jin, Kim Jung-hyun och Seo Ji-hye spelar huvudrollerna.

## Rollista (i urval)
- Hyun Bin som Ri Jeong-hyuk
- Son Ye-jin som Yoon Se-ri
- Kim Jung-hyun som Gu Seung-joon / Alberto Gu
- Seo Ji-hye som Seo Dan